# Markova Reka
La Markova Reka (en macédonien : Маркова Река) est une rivière de la Macédoine du Nord, dans la région de Skopje, et un affluent droit du fleuve le Vardar.

## Géographie
Longue de 30 kilomètres, la Markova prend sa source dans la chaîne de la Yakoupitsa à 1 900 m d'altitude, puis descend vers le nord-est et se jette dans le Vardar, à 212 m d'altitude. Elle traverse notamment les villages de Batintsi, Markova Souchitsa et Dratchevo. Elle se jette dans le Vardar, en rive droite, près de Dolno Lissitché, dans la périphérie de Skopje.

### Bassin versant
Son bassin versant est de 184 km2[réf. nécessaire].

## Hydrologie
La Markova Reka a une profondeur maximale de quatre mètres. Elle est sujette aux sécheresses estivales et à la fonte des neiges au printemps, et connaît donc un débit très différent selon les saisons. 

## Hydronymie
Son nom signifie « rivière de Marko », et, tout comme le village de Markova Souchitsa et le monastère de Marko, elle rend hommage au roi Marko Kraljević. La rivière possède un fort potentiel pour l'irrigation.